# Privilégios políticos no Brasil

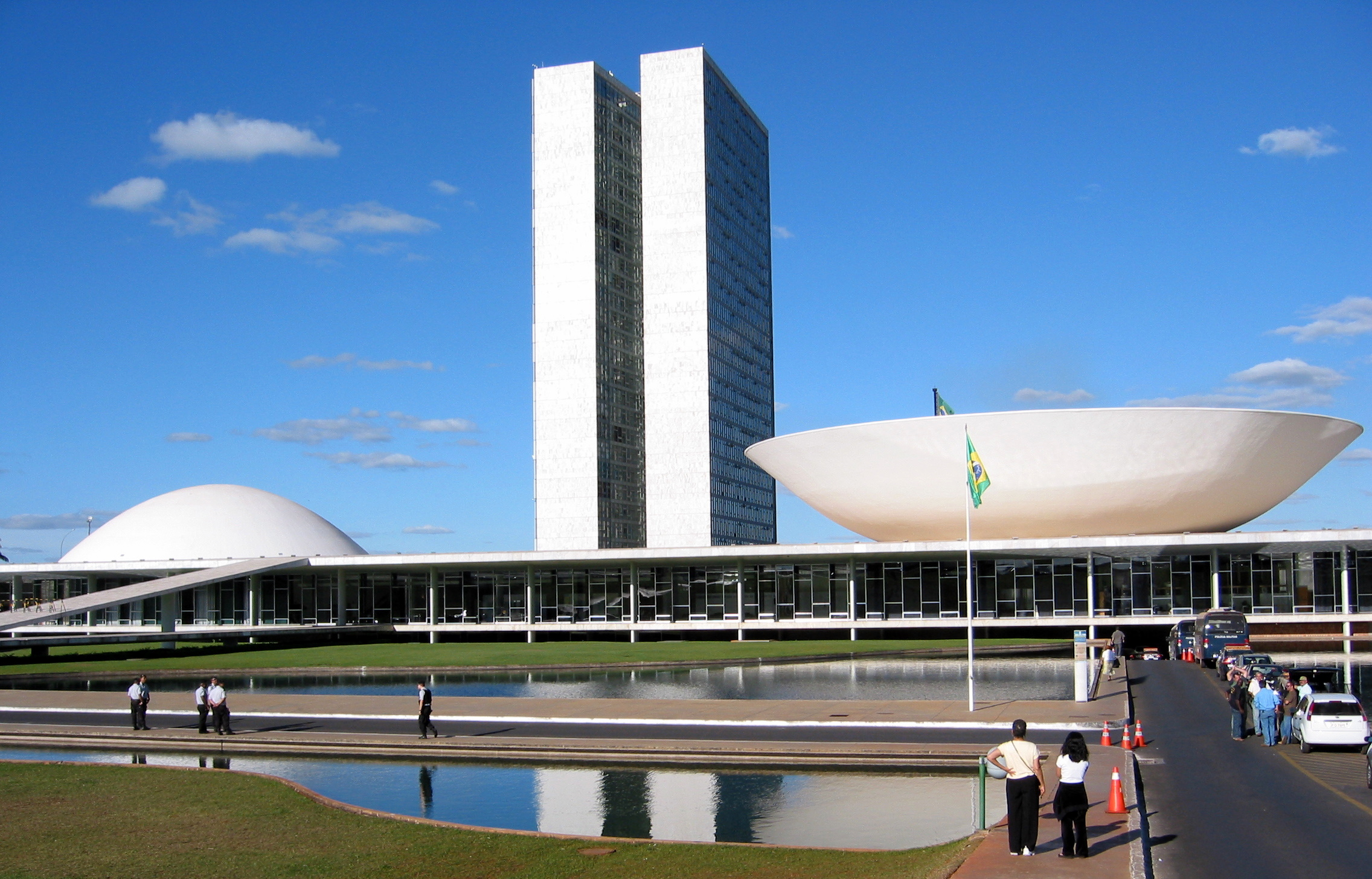
Palácio do Congresso Nacional do Brasil. Cada parlamentar brasileiro custa cinco milhões de dólares por ano aos cofres públicos

Na política do Brasil, os privilégios políticos são um conjunto de privilégios e direitos garantidos por lei, concedidos a parlamentares em atividade e também aposentados.
Os parlamentares brasileiros estão entre os mais bem remunerados do mundo. O custo de cada deputado ou senador ultrapassa 24 milhões de reais por ano. Além do salário, eles contam com até 106 mil reais por mês para contratar até 25 secretários.

## Privilégios

### Cota para Exercício de Atividade Parlamentar ou "Cotão"
Formalmente Cota para Exercício de Atividade Parlamentar CEAP (antiga "Verba Indenizatória"), é popularmente chamada de "cotão".
A cota é paga através de reembolso, e o parlamentar deve apresentar notas fiscais referentes aos gastos dos quais quer ser restituído. Se a comprovação de que o gasto está de acordo com as normas, então o valor é ressarcido ao parlamentar.
A Cota para Exercício de Atividade Parlamentar (CEAP) é para Câmara dos Deputados, enquanto a Cota para o Exercício da Atividade Parlamentar dos Senadores (CEAPS), para o Senado Federal.
O Ato da Mesa n.º 43 de 2009 detalha as regras para o uso do "cotão", além de determinar as despesas que podem ser reembolsadas como passagens aéreas; telefonia e serviços postais; manutenção de escritórios de apoio à atividade do parlamentar; a assinatura de publicações com o jornais e revistas; alimentação do parlamentar; hospedagem; outras despesas com locomoção, como a locação ou o fretamento de aeronaves, veículos automotores e embarcações, serviços de táxi, pedágio e estacionamento e passagens terrestres, marítimas ou fluviais; combustíveis e lubrificantes; serviços de segurança; contratação de consultorias e trabalhos técnicos; divulgação da atividade parlamentar, exceto nos 120 dias anteriores às eleições; participação do parlamentar em cursos, palestras, seminários, simpósios, congressos ou eventos congêneres; e a complementação do auxílio-moradia.

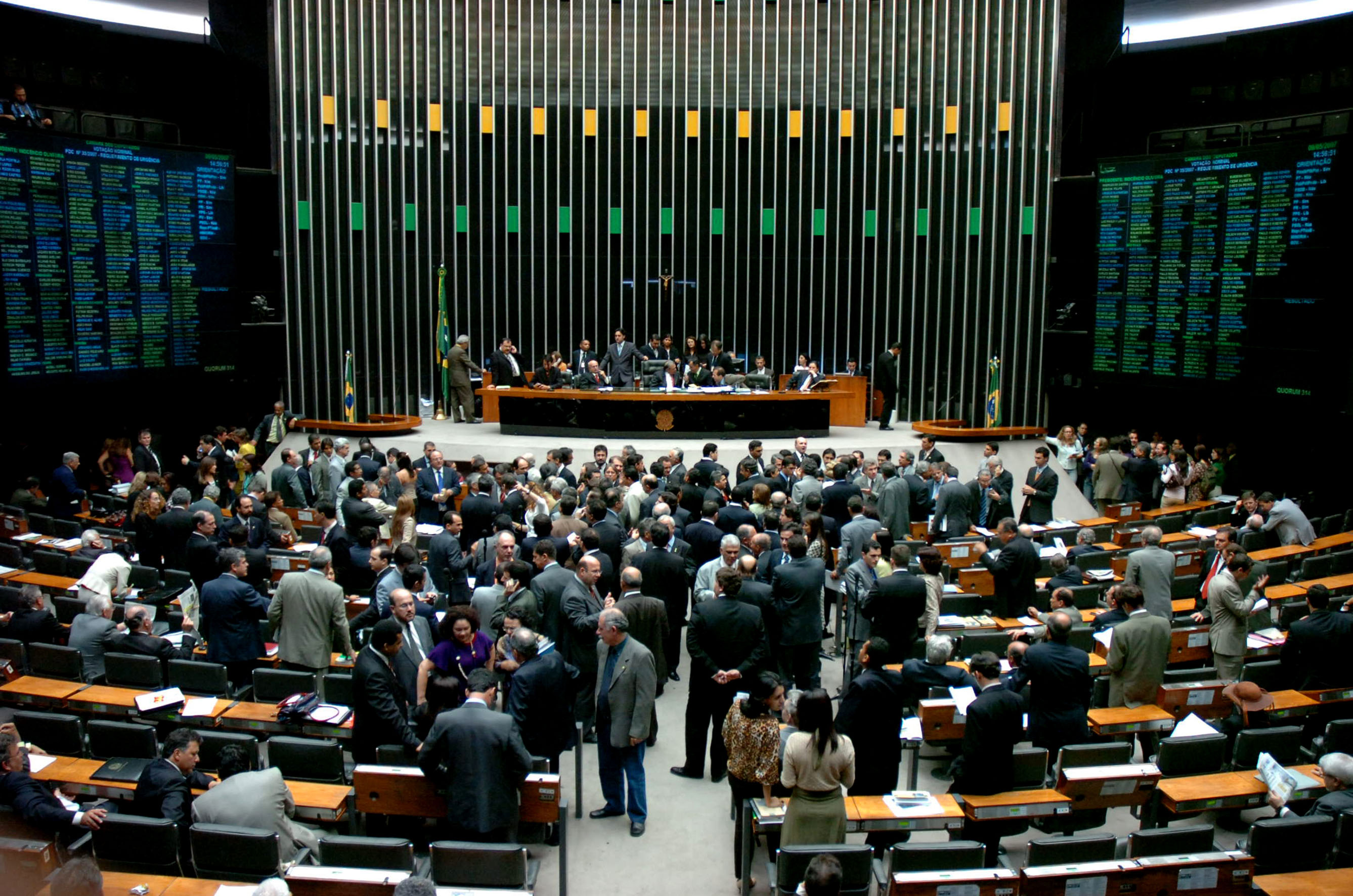
Plenário da Câmara dos Deputados. Somadas as despesas de todos os quinhentos e treze deputados da Câmara, as despesas chegam a um bilhão de reais por ano

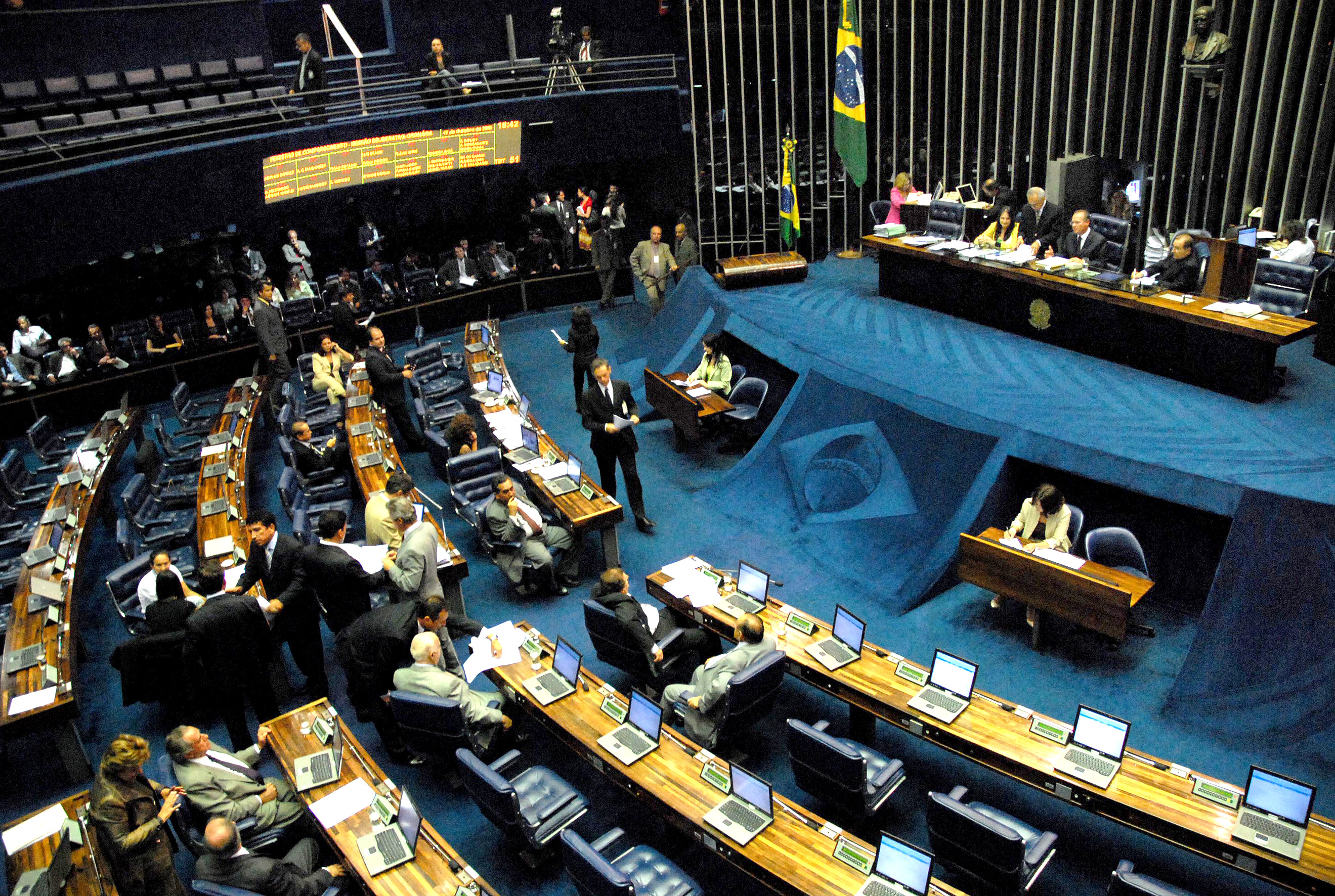
Plenário do Senado Federal. O valor dos salários de todos os oitenta e um senados gera três milhões de reais de despesa aos cofres públicos todo mês

### Verba de gabinete
A verba de gabinete é o recurso necessário para o parlamentar exercer suas funções, o valor da verba de gabinete de deputado, por exemplo, é 111 mil reais por mês. A verba é destinada ao pagamento de salários dos secretários parlamentares, que são escolhidos diretamente pelo deputado e não precisam ser servidores públicos.
Cada deputado, por exemplo, pode contratar de cinco a 25 secretários parlamentares para prestar serviços de secretaria, assistência e assessoramento direto e exclusivo nos gabinetes dos deputados, em Brasília ou nos estados de representação.

### Auxílio-moradia
O auxílio-moradia é a verba destinada a membros do Judiciário e do Ministério Público e que serve como reembolso de todos os gastos com estadia ou moradia no Distrito Federal. Mesmo aos representantes que possuem imóvel próprio, o governo brasileiro disponibiliza 432 imóveis funcionais, mas os que optam por não utilizá-los têm acesso a esse recurso. O limite pago como auxílio-moradia na Câmara dos Deputados, conforme definido pelo Ato da Mesa n.º 3, de 2015, é de 4 253 reais por mês.
Após as Eleições gerais no Brasil em 2018, o UOL realizou um levantamento que mostrou que, apesar da mudança em termos de partidos e representações, o uso dos privilégios se manteve inalterado. Apenas 45 parlamentares abriram mão do auxílio-moradia e do apartamento funcional: 28 deputados e 17 senadores. Outros três deputados pediram o cancelamento do benefício no mês de abril, mas receberam valores nos meses anteriores.
Em 2021, a Câmara dos Deputados gastou dois milhões de reais para reformar os apartamentos funcionais dos deputados.

### Previdência social especial
Os parlamentares têm regras de previdência mais vantajosas que o restante da população: a lei 9.506 de 1997, que definiu as exigências mínimas para aposentadoria de deputados e senadores, prevê benefício proporcional ao tempo de mandato. Nesse sentido, a cada ano no Congresso, o parlamentar garante 1/35 do valor do benefício. Assim, se o parlamentar cumprir mandato por 35 anos, ele receberá o salário integral.

#### Pensão vitalícia
Ainda há casos de ex-governadores e cônjuges que recebem pensão vitalícia (até o fim da vida) que chegam a 20 mil reais mensais. Esse é o caso de ao menos dez estados brasileiros, entre eles Mato Grosso do Sul, onde 16 beneficiários embolsam até 24 mil reais por mês, Paraíba, que paga a 15 ex-governadores e a oito viúvas dois milhões de reais anuais, Paraná, Acre e Rondônia.
Em uma reportagem investigativa de 2018 do Portal R7, revelou-se que o valor mensal médio da pensão vitalícia era de 24 844 reais e que o estado de Santa Catarina era o que mais gasta com pensões, a exemplo de Eduardo Pinho Moreira, que recebe aposentadoria por ter sido governador (mais de 18 mil reais), ex-governador (15 mil reais) e ex-deputado (mais de oito mil reais, totalizando mais de 42 mil reais). Esperidião Amin governou Santa Catarina por dois mandatos e recebe 30 mil reais mensais, além do salário pago pela Câmara, de 33 mil reais.
O Rio Grande do Sul extinguiu o gasto de seis milhões de reais anuais com as pensões vitalícias, além de Alagoas, Paraná e Rondônia, porém Ceará ainda mantém pensão para três ex-governadores.
Em janeiro de 2021, a ministra Rosa Weber, vice-presidente do Supremo Tribunal Federal, suspendeu decisões do Tribunal de Justiça do Estado do Maranhão (TJ-MA) que garantiam o pagamento da pensão mensal vitalícia aos ex-governadores Edison Lobão (MDB; 1991–1994) e José Reinaldo Carneiro Tavares (PSDB; 2002–2006).

### Foro privilegiado
Formalmente, foro especial por prerrogativa de função é o direito do presidente da República, governadores, ministros, parlamentares e outras autoridades de serem julgados em tribunais específicos; apesar de o nome ser popular, o site da Câmara dos Deputados não o considera um privilégio, uma vez que não é um direito do indivíduo, mas do cargo ou mandato do qual ele é titular. O foro atinge membros do Supremo Tribunal Federal (STF), Superior Tribunal de Justiça (STJ), Tribunal de Contas da União (TCU), Tribunal de Justiça (TJ), Ministério Público da União (MPU), Tribunais de Contas estaduais e municipais (TCE/TCM), Tribunais Regionais, juízes federais, militares e trabalhistas, Procuradores da República, embaixadores, e integrantes de órgãos estaduais e municipais de mesma natureza.

### Plano de saúde
O plano de saúde de senadores brasileiros abrange cônjuge ou companheira, filhos de até 33 anos, enteados, pai e mãe, contempla UTI aérea e até tratamento no exterior. As despesas de 2021 somaram 31,7 milhões de reais.
Em 2020, o senador Davi Alcolumbre estendeu a permanência de filhos e enteados de servidores do Senado como dependentes do plano de saúde de 24 anos para até 33 anos. Na Câmara dos Deputados, filhos e dependentes até 33 anos já recebiam o benefício desde 2016.
Mesmo com o plano de saúde, os parlamentares podem também pedir reembolso de gastos com tratamentos médicos e odontológicos. Em um período de 27 meses, os reembolsos de 330 deputados foram de 581 mil reais mensais, em média, o equivalente a 1 762 reais por mês a cada um dos deputados. A Câmara dos Deputados gasta mais de 360 milhões de reais por ano com planos de saúde, estendido aos dependentes, além de não cobrar esse gasto extra dos parlamentares.
Em 2019, por exemplo, reembolsos de tratamentos dentários do deputado federal Marco Feliciano custaram 157 000 reais aos cofres públicos. Ao ser questionado, o parlamentar, que foi um dos mais votados pelo estado de São Paulo em 2018, justificou: "Sou político e pregador. Minha boca é minha ferramenta".

## Presidência da República
De acordo com a Lei nº 7.474/1986, após o mandato, o ex-presidente pode contar ainda com o serviço de quatro servidores, para segurança e apoio pessoal, além de ter dois motoristas à disposição junto a veículos oficiais da União, de modo vitalício. Em média, o custo à União com salários desses servidores é de 56 mil reais por mês, mas todos também possuem direito a gastos com diárias de hotel, passagens de avião, combustível e seguros.

## Privilégios extintos

### "Auxílio-paletó"
Formalmente "ajuda de custo", foi instituído na Constituição de 1946 e destinava-se a pagar o deslocamento do parlamentar até a cidade do Rio de Janeiro, antiga capital do Brasil. Sua menção foi apenas apagada por completo na Constituição de 1988, porém em 2003 ratificou-se na Câmara e no Senado, e hoje é regularizada. O auxílio era pago por meio do pagamento de 14.º e 15.º salários.
Em 1998, o Superior Tribunal de Justiça cogitou suspender o pagamento do auxílio, mas terminou por mantê-lo e aguardar decisão do Supremo Tribunal Federal sobre sua validade.
Em 2011, a então senadora Gleisi Hoffman (PT) propôs a extinção do auxílio, o que ocorreu somente em 2013.
A "ajuda de custo" atualmente se configura em um salário adicional no início do mandato e outro no final, ou seja, é paga apenas duas vezes em quatro anos.

## Críticas
O auxílio-moradia já foi chamado de "penduricalho que ludibria o teto constitucional", "deslavado jabá", "pinguela", "obsceno, estapafúrdio e imoral privilégio".
Em 2017, o Senado Federal realizou uma consulta pública por meio da plataforma e-Cidadania, sobre a opinião dos internautas a respeito do auxílio-moradia para deputados, senadores e juízes, e a enquete teve o seguinte resultado: 1,8 milhão de votos contrários ao benefício contra 9 613 favoráveis à sua continuidade, ou seja, 99,48% dos votantes defenderam a extinção do auxílio.
Josias de Souza chamou o auxílio-moradia de "puxadinho da imoralidade" ao relatar o caso do juiz Marcelo Bretas e sua esposa que também é juíza, que recebem juntos oito mil reais de auxílio-moradia mesmo morando juntos.
Sobre o fato dos parlamentares se beneficiarem de plano de saúde e e reembolso de seus gastos médicos, a especialista em saúde pública Ligia Bahia comentou:

Simbolicamente é uma tragédia porque se essas pessoas não são atendidas pelo SUS, a sinalização é de que o serviço público de saúde não é confiável. Acho que esse reembolso deveria ser abolido.— Ligia Bahia

### Renúncias

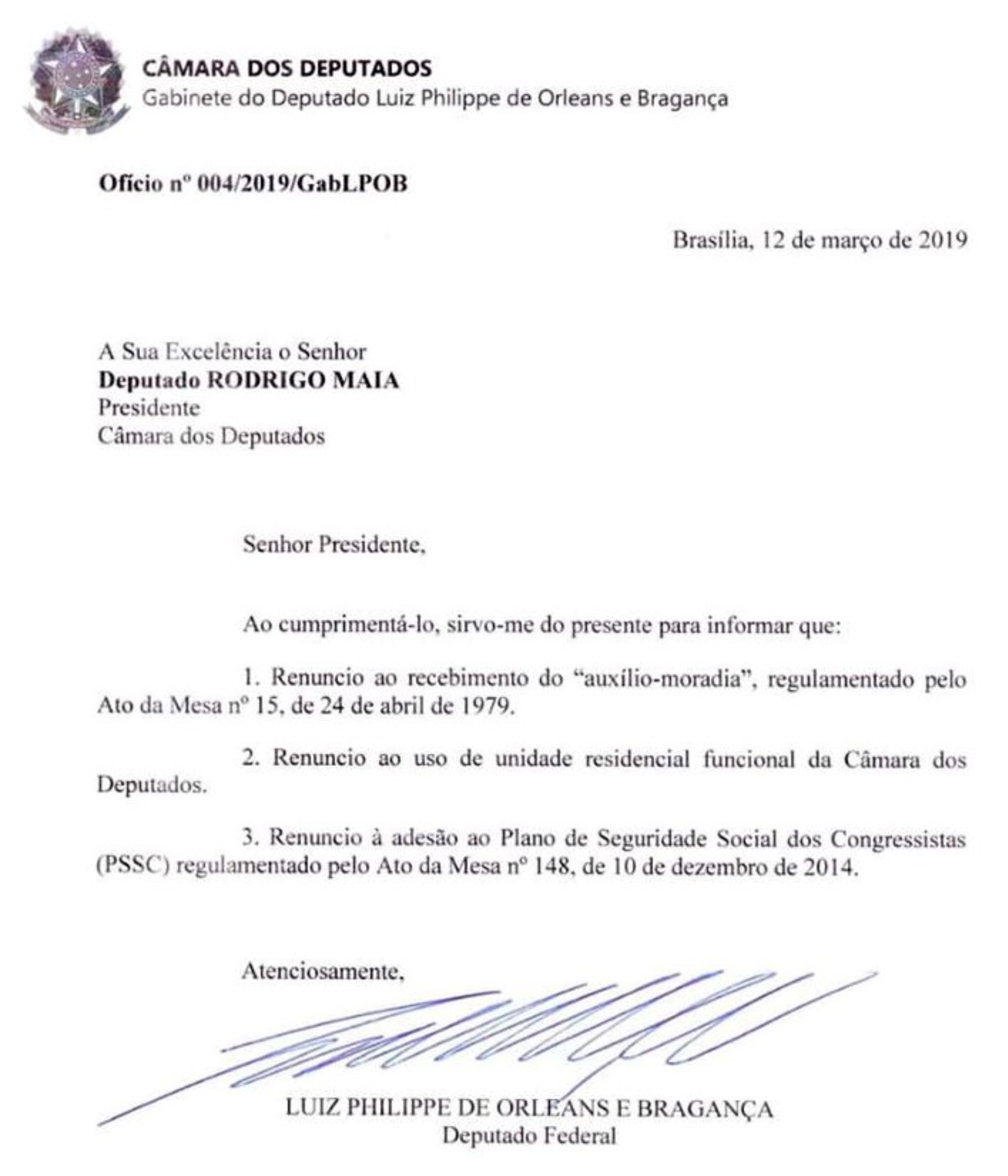
Renúncia de um dos deputados em 2019

Em 2014, o juiz do Trabalho Celso Fernando Karsburg, de Santa Cruz do Sul (RS), renunciou ao auxílio-moradia por considerar a remuneração "imoral, indecente e antiética".
Por pressão do partido e dos eleitores, deputados do Partido Novo eleitos em 2018 passaram a custear a moradia em Brasília com o próprio salário. Em 2019, no total, apenas 29 dos 513 deputados federais (17,7% da Câmara) abriram mão da prerrogativa de subsídio destinada a compensar as despesas com mudança e transporte no início da legislatura, que tem previsão em Decreto Legislativo.
O senador José Reguffe considera o excesso de gastos "um desperdício e desrespeito ao contribuinte". Sozinho, seu mandato economizou 16,7 milhões de reais.